# Kostjantyn Sihow

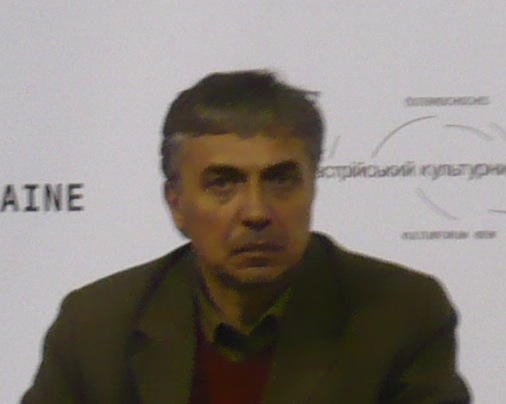
Kostjantyn Sihow, 2014

Kostjantyn Borysowytsch Sihow (ukrainisch Костянтин Борисович Сігов; wiss. Transliteration Kostjantyn Borysovyč Sihov; * 31. Mai 1962 in Kiew, Ukrainische SSR) ist ein ukrainischer Philosoph, Verleger und politisch engagierter Bürger.

## Biographie
Am 31. Mai 1962 als Sohn eines Lehrstuhlinhabers für Programmieren in Kiew geboren, studierte Kostjantyn Sihow (in internationalen Kontexten stets Constantin Sigov) 1979 bis 1984 am Kiewer Institut für Bau-Ingenieure. 1986 wechselte er zum Skoworoda-Institut für Philosophie der Ukrainischen Akademie der Wissenschaften und promovierte dort 1990 mit der Arbeit „Das Spiel als Problem philosophischer Anthropologie“. In den Jahren 1986 bis 1991 war er wissenschaftlicher Sekretär der Philosophischen Gesellschaft der Ukraine. Nach Abschluss seiner Dissertation wechselte Sihow 1991 nach Paris an das Collège de France. 1992 bis 1995 unterrichtete er als Assistenz-Professor an der École des hautes études en sciences sociales (EHESS). Er ist mit der Künstlerin Iryna (geb. Pasternak) verheiratet, mit der er zwei Söhne und eine Tochter hat. Der ältere Sohn Oleksij (Alex) arbeitet an seiner Seite im Verlag.

## Werk
Zeitgleich mit seiner Dozententätigkeit in Paris leitete er an der 1992 wiedergegründeten Kiewer Mohyla-Akademie den Aufbau einer Abteilung „Frankreich–Ukraine“, aus der sich 1996 das „Zentrum für europäische geisteswissenschaftliche Forschungen“ entwickelte, dessen Direktor Professor Sihow heute ist. Ebenfalls 1992 gründete er den geisteswissenschaftlichen Verlag „Duch i litera“ (Geist und Buchstabe), in dem seit 1997 die gleichnamige Zeitschrift erscheint. Als eine Reihe unter anderen erscheinen hier auch die Konferenzbände der jährlichen „Uspenskoje-Tschtenie“ (Mariae-Entschlafens-Vorträge), internationalen und interkonfessionell besetzten Herbst-Tagungen im Kiewer Höhlenkloster. Sie gehen zurück auf Sihows Kontakte zu dem Religionsphilosophen Sergei Awerinzew. In dem Verlag, der neben den Verlagen Krytyka, dem Verlag der Mohyla-Akademie oder Ukrainischen Katholischen Universität zu den wichtigsten anregenden intellektuellen Verlagen der Ukraine zählt, sind seither zahlreiche bekannte Werke europäischer Gelehrter aus den Bereichen Theologie, Philosophie, Geschichts- und Politikwissenschaft, Soziologie und Literatur in Übersetzungen erschienen, als Beispiele seien genannt W. Kasper, P. Ricoeur, W. Röd, R. Koselleck, K. Sontheimer, N. Luhmann, B. Schulz. Wichtig ist das inzwischen abgeschlossene fünfbändige „Europäische Wörterbuch der Philosophie“ in ukrainischer Adaption. Intensive ökumenische Kontakte unterhält Sihow, der orthodoxer Christ ist, nach Paris und Italien, ebenso mit dem Kiewer Judaistischen Institut (Leonid Finberg). Aus den verlegerischen Kontakten ergaben sich Vortrags- und Lehrtätigkeiten an den Universitäten und auf Tagungen in Paris, Oxford, Stanford, Genf, Louvain, Rom, Bose usw. Spätestens mit dem Euromaidan trat Sihow auch in die breitere politische Öffentlichkeit. Bei dem Besuch ukrainischer Politiker und Maidanaktivisten in Paris im Frühjahr 2014 war er einer der wichtigen Brückenbauer und Gesprächspartner. Seither hat er in seinem Verlag eine Reihe von Werken veröffentlicht, die den weiteren Prozess der Umformung der ukrainischen Gesellschaft begleiten wollen: Bücher der polnischen Literaturwissenschaftlerin Ola Hnatiuk, Werke der ukrainischen Schriftsteller Wassyl Stus, Boris Chersonskij, eine Monographie Timothy Snyders, Dokumente zum Majdan usw. Sihow selber hat seit seiner Dissertation eine Reihe von Veröffentlichungen, Bücher wie Aufsätze, darunter etliche in westeuropäischen Zeitschriften und Sammelbänden, publiziert.
Zu Beginn des russischen Angriffskriegs in der Ukraine ab dem 24. Februar 2022, hat sich der ukrainische Philosoph Konstantin Sigov entschieden, als Zeuge in der Ukraine zu bleiben. Er berichtet in diversen Medien vom Abgleiten seines Landes in den Krieg und vom Widerstand seines Volkes.

## Auszeichnungen
Für seine Leistungen wurde Sihow wiederholt ausgezeichnet. So erhielt er 2005 gleich zwei Auszeichnungen, einerseits wurde er vom französischen Erziehungsministerium zum Ritter des Ordre des Palmes Académiques ernannt, andererseits verlieh ihm die Ukraine den ukrainischen Verdienstorden dritter Klasse.

## Selbständige Publikation
- Für Deine und meine Freiheit. Europäische Revolutions- und Kriegserfahrungen im heutigen Kyjiw. ibidem, Hannover 2024 (Ukrainian Voices; 44). ISBN 978-3-8382-1755-0.

## Aufsätze
- In der Ukraine entscheidet sich das Schicksal von Schlüsselwörtern und Modellen des europäischen Lebens, in: Ji (Juni) 2025 ()
- Easter in Ukraine. In: Berkley Center for Religion, Peace, and World Affairs. 14. April 2022 ()
- En Ukraine, nous savons que Pâques arrive... In: La vie. 15. April 2022 ().
- Eine Einladung an Papst Franziskus, nach Kiew zu reisen. In: Nachrichtendienst Östliche Kirchen (NÖK), 6. April 2022.
- Le trésor de la résistance ukrainienne doit réveiller l’Europe. In: Le Figaro. 24. März 2022 (lefigaro.fr).
- Vom „homo sovieticus“ zum „homo dignus“. In: Nachrichtendienst Östliche Kirchen (NÖK), 16. März 2022.
- Dire le vrai. Entretien avec Constantin Sigov. In: Esprit. März 2022 (esprit.presse.fr).
- Putins Traum einer Wiederbelebung der Sowjetunion ist zum Scheitern verurteilt. In: Nachrichtendienst Östliche Kirchen (NÖK), 27. Februar 2022.
- Kiew hält die Erinnerung wach. In: Nachrichtendienst Östliche Kirchen (NÖK), 24. Februar 2022
- Interview with Constantin Sigov on the War in Ukraine. In: Berkley Center for Religion, Peace, and World Affairs. 25. Februar 2022 (berkleycenter.georgetown.edu).
- C’est le jour le plus dur de notre vie, devant la catastrophe de Tchernobyl. In: Mediapart 25. Februar 2022 (mediapart.fr).
- Die Freiheit der Ukraine und das Licht des Majdan. In: Religion & Gesellschaft in Ost und West (RGOW)4-5/2014,S. 42–45 (g2w.eu).
- mit Jurij Vestel: Die ukrainische Orthodoxie und die Vermittlung christlicher Werte. In: Religion & Gesellschaft in Ost und West (RGOW) 2 (2012), S. 19–21. (g2w.eu).